# Duluth Eskimos
I Duluth Eskimos sono stati una squadra di football professionistico, precedentemente nota come Duluth Kelleys (dal Kelley-Duluth Hardware Store) tra il 1923 e il 1925 che cambiò il suo nome in Eskimos (ufficialmente "Ernie Nevers' Eskimos" dal nome della loro stella) dal 1926 al 1927 nella National Football League. Dopo essere stati una squadra itinerante per la maggior parte del tempo come Eskimos, lasciarono la lega dopo la stagione 1927.
La miglior stagione della squadra fu nel 1924 quando terminò con un record di 5-1. All'inizio della stagione 1926 la squadra giocò la sua ultima partita a Duluth. Nel 1926 alla squadra si unì il leggendario Ernie Nevers e gli Eskimos finirono a metà classifica. Dopo aver vinto una sola gara nel 1927, il proprietario Ole Haugsrud decise di vendere la squadra alla lega. Come parte dell'accordo questi avrebbe avuto un'opzione di acquisto su una futura franchigia NFL nel Minnesota. Dopo non aver partecipato all'acquisizione dei Minneapolis Red Jackets nel 1929, nel 1960 Hausgrund acquistò il 10% dei Minnesota Vikings.
Il film Leatherheads è parzialmente basato sulla storia dei Duluth Eskimos.

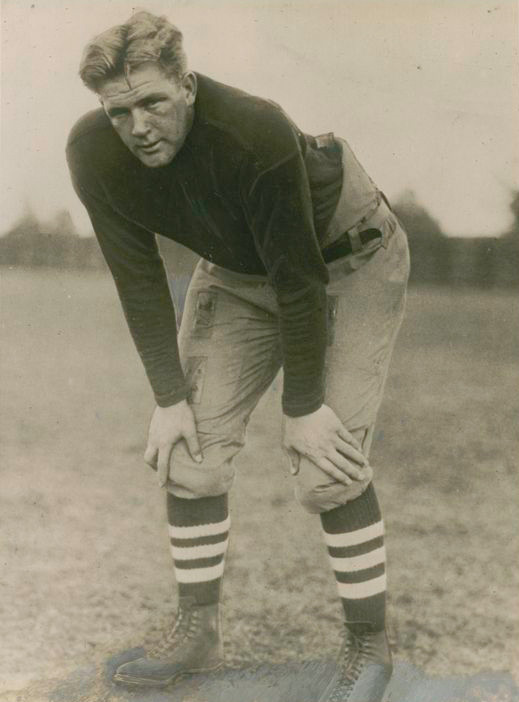
Ernie Nevers

## Risultati stagione per stagione
|         | Anno | V | S | P | Class. | Coach          |
| ------- | ---- | - | - | - | ------ | -------------- |
| Kelleys | 1923 | 4 | 3 | 0 | 7a     | Joey Sternaman |
| Kelleys | 1924 | 5 | 1 | 0 | 4a     | Dewey Scanlon  |
| Kelleys | 1925 | 0 | 3 | 0 | 16a    | Dewey Scanlon  |
| Eskimos | 1926 | 6 | 5 | 3 | 8a     | Dewey Scanlon  |
| Eskimos | 1927 | 1 | 8 | 0 | 11a    | Ernie Nevers   |

## Giocatori importanti

### Membri della Pro Football Hall of Fame
Quello che segue è l'elenco delle personalità che hanno fatto parte dei Duluth Eskimos che sono state ammesse nella Pro Football Hall of Fame con l'indicazione del ruolo ricoperto nella squadra, il periodo di appartenenza e la data di ammissione (secondo cui è stato ordinato l'elenco).
- Johnny "Blood" McNally, halfback, dal 1926 al 1927, ammesso nel 1963
- Ernie Nevers, fullback, dal 1926 al 1927, ammesso nel 1963
- Walt Kiesling, defensive lineman, dal 1926 al 1927, ammesso nel 1966